# Angoli di Tait-Bryan
Gli angoli di Tait-Bryan, chiamati anche angoli di navigazione o angoli roll-pitch-yaw, sono una variante degli angoli di Eulero che descrivono una rotazione nello spazio tridimensionale attraverso tre rotazioni successive attorno a tre assi differenti. A differenza degli angoli di Eulero, dove due delle rotazioni avvengono attorno allo stesso asse (es. Z-Y'-Z''), gli angoli di Tait-Bryan usano sempre tre assi distinti. Prendono il nome dal fisico scozzese Peter Guthrie Tait e dall'ingegnere inglese George Hartley Bryan. 

## Definizione
Gli angoli di Tait-Bryan si definiscono attraverso una sequenza di rotazioni attorno agli assi ,  e , seguendo convenzioni specifiche. Una delle convenzioni più comuni è Z-Y-X:
1. Yaw (o Imbardata): rotazione attorno all'asse Z (rotazione orizzontale o azimutale).
2. Pitch (o Beccheggio): rotazione attorno all'asse Y (inclinazione verso l'alto o verso il basso).
3. Roll (o Rollio): rotazione attorno all'asse X (rotazione laterale).

Questi angoli sono spesso usati per descrivere orientamenti di aeroplani, veicoli o robot mobili.

## Applicazioni
Gli angoli di Tait-Bryan sono comunemente usati in:
- Aeronautica: descrivere l'orientamento di un aeroplano (yaw, pitch, roll).
- Robotica: determinare l'orientamento di robot mobili.
- Grafica 3D: gestire orientamenti e animazioni.